# Mareanivka (Mareanivka), Krasnohvardiiske
Mareanivka (în ucraineană Мар'янівка) este localitatea de reședință a comunei Mareanivka din raionul Krasnohvardiiske, Republica Autonomă Crimeea, Ucraina.

## Demografie
Componența lingvistică a localității Mareanivka
     Rusă (63,09%)
     Ucraineană (19,48%)
     Tătară crimeeană (13,71%)
     Alte limbi (1,37%)
Conform recensământului din 2001, majoritatea populației localității Mareanivka era vorbitoare de rusă (63,09%), existând în minoritate și vorbitori de ucraineană (19,48%) și tătară crimeeană (13,71%).